# Callipotnia
Callipotnia is een geslacht van vlinders van de familie spanners (Geometridae), uit de onderfamilie Desmobathrinae.

## Soorten
- C. allognota Prout, 1916
- C. angulifera Prout, 1913
- C. multicolor Warren, 1899